# Manuel Abad y Lasierra
Manuel Abad y Lasierra OSB (* 24. Dezember 1729 in Estadilla, Provinz Huesca, Spanien; † 12. Januar 1806 in Saragossa) war ein spanischer Bischof.

## Leben
Manuel Abad y Lasierra war der Sohn von Francisco Abad Navarro und María Teresa Lasierra sowie Bruder von Agustín Iñigo Abad y Lasierra, Bischof von Barbastro. Er nahm nach einem Studium in Huesca zunächst ein Benefizium an der dortigen Kathedralkirche an. Später wurde er Benediktinermönch im Kloster San Juan de la Peña. 1771 sichtete er im Auftrag König Karls III. von Spanien die Archive und Bibliotheken der tarraconensischen Benediktinerkongregation und zwei Jahre später die Archive des Königreichs Aragon.
Am 18. Juli 1783 wurde Abad zum ersten Bischof von Ibiza ernannt und am folgenden 17. August vom Erzbischof von Toledo, Francisco Antonio Kardinal de Lorenzana y Butrón, zum Bischof geweiht. Er schuf u. a. eine Kirchensatzung und teilte das Diözesangebiet der Insel in Pfarrbezirke ein. Seit dem 28. September 1787 hatte er die Bischofswürde von Astorga inne, die er am 9. April 1791 zurücklegte. Er wurde Kanoniker in Toledo, im April 1792 Titularbischof von Selymbria und residierte in Madrid. Ab 1793 war er Generalinquisitor von Spanien, übte dieses Amt aber nur ein Jahr lang aus. Von 1794 bis 1797 lebte er im Benediktinerkloster Sopetrán (Provinz Guadalajara) und kehrte dann in seine Heimat zurück. Im Alter von 76 Jahren starb er 1806 in Saragossa.
Abad ist Autor zahlreicher historischer Werke, insbesondere zur Kirchengeschichte und Paläographie. Als sein Erstlingswerk veröffentlichte er Noticia ...del Serenísimo Sr. Don Juan de Austria ... hijo del Católico Rey D. Felipe IV ...  (Pamplona 1767).